# 貝塚市役所前駅
貝塚市役所前駅（かいづかしやくしょまええき）は、大阪府貝塚市にある水間鉄道水間線の駅。

## 歴史
- 1967年（昭和42年）7月10日：開業。

## 駅構造
単式ホーム1面1線を有する地上駅。駅員無配置駅。駅舎や改札は設けられておらず、直接ホームに入る形となる。
なお、2009年（平成21年）6月1日のPiTaPa対応・全車ワンマン化に伴い、当駅には、平日朝ラッシュ時間帯（祝日を除く）に限り運用されるICカード専用乗車リーダー・タッチパネル付降車用運賃箱が設置されている。平日朝ラッシュ時の貝塚行きのみ全てのドアが開く。2020年（令和2年）6月15日からは、平日朝ラッシュ時の水間観音駅行きと、それ以外の時間帯は他の無人駅同様、精算には車内の機器を使用する。

## 利用状況
「大阪府統計年鑑」によると、2019年（令和元年）次の1日平均乗降人員は231人（乗車人員：91人、降車人員：140人）である。
近年の1日平均乗降人員推移は下記の通り。
| 年次   | 1日平均 乗降人員 | 1日平均 乗車人員 | 出典   |
| ------ | ---------------- | ---------------- | ------ |
| 2010年 | 198              | 82               | [ 1 ]  |
| 2011年 | 193              | 80               | [ 2 ]  |
| 2012年 | 202              | 85               | [ 3 ]  |
| 2013年 | 271              | 111              | [ 4 ]  |
| 2014年 | 258              | 104              | [ 5 ]  |
| 2015年 | 258              | 103              | [ 6 ]  |
| 2016年 | 263              | 106              | [ 7 ]  |
| 2017年 | 256              | 102              | [ 8 ]  |
| 2018年 | 243              | 96               | [ 9 ]  |
| 2019年 | 231              | 91               | [ 10 ] |

## 駅周辺
駅名にもあるように、駅の南東側には市役所をはじめとした行政施設が集積している。一方、北西側は住宅、商店、事業所、農地が入り混じった街並みとなっている。
- 貝塚市役所：市民福祉センターとの合築である。
- 貝塚市民図書館
- 貝塚市立総合体育館
- 貝塚市民文化会館（コスモスシアター）：各種ホール、中央公民館、青少年センターの複合施設。
- 大阪府立貝塚高等学校

## 隣の駅
水間鉄道
■水間線
貝塚駅 - 貝塚市役所前駅 - 近義の里駅